# Joe Carey
Joseph Carey (* 24. června 1975, Limerick) je irský politik strany Fine Gael, který je od parlamentních voleb v roce 2007 poslancem za volební obvod Clare.

## Raný život
Carey je synem Donala Careyho, který byl poslancem a senátorem. Vystudoval St. Flannan's College v Ennisu a Galway Institute of Technology v Galway.

## Politická kariéra
V letech 1997–2007 byl Carey členem rady hrabství Clare. V parlamentních volbách v roce 2007 byl zvolen do Dáil Éireann. V říjnu 2007 byl jmenován zástupcem mluvčího Fine Gael pro oblast spravedlnosti se zvláštní odpovědností za soudnictví nad mladistvými. V říjnu 2010 byl jmenován asistentem Fine Gael. Byl členem Společného výboru Oireachtas pro sociální ochranu a britsko-irského parlamentního shromáždění, kde působil ve výboru pro evropské záležitosti.